# اصطناع الإناء الواحد

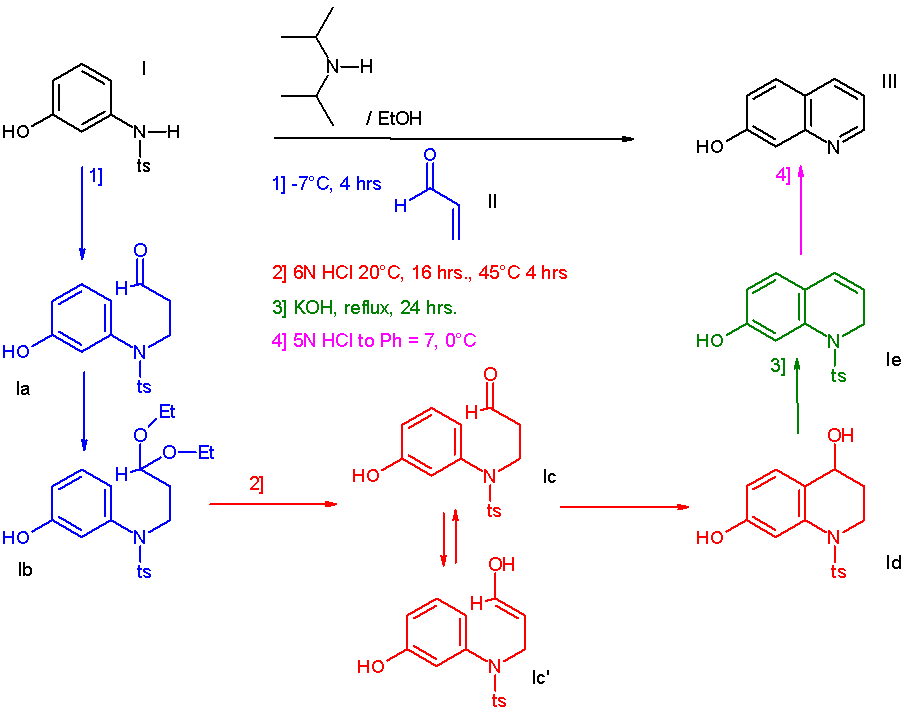
تخليق وعاء واحد من 7-هيدروكسي كينولين

اصطناع الإناء الواحد (بالإنجليزية: One-pot synthesis)‏ هو أسلوب من أساليب الاصطناع الكيميائي يهدف إلى تحسين كفاءة التفاعلات الكيميائية، إذ تخضع فيه المادة المتفاعلة إلى تفاعلات كيميائية متعاقبة وذلك ضمن مفاعل واحد.
يؤدي تصميم التفاعلات الكيميائية على هذا الشكل إلى التقليل من خطوات عمليات الفصل وتنقية المركبات الوسطية؛ الأمر الذي يؤدب إلى زيادة المردود. يستخدم هذا الأسلوب يشكل واسع في صناعة المكونات الفعالة الدوائية.
من الأمثلة على التفاعلات التي يمكن إنجازها وفق أسلوب الإناء الواحد: تفاعل أسينغر وتفاعل أوجي.